# Graphomoa theridioides
Graphomoa theridioides är en spindelart som beskrevs av Chamberlin 1924. Graphomoa theridioides ingår i släktet Graphomoa och familjen täckvävarspindlar. Inga underarter finns listade i Catalogue of Life.